# 이연영
이연영(중국어 간체자: 李连英, 정체자: 李連英, 병음: Lǐ Liányīng 리롄잉[*], 1848년 11월 12일 ~ 1911년 3월 4일)은 중국 청나라 말의 환관이다. 서태후 섭정 시기인 동치제와 광서제 시기에 활동했다.

## 생애
1856년 환관(宦官)으로 첫 입문하여 이후 함풍제의 후궁 서태후를 평생토록 주인이자 주군으로 섬기었다.